# Bruno Lepre
Bruno Lepre (Ovaro, 11 febbraio 1920 – Tolmezzo, 16 settembre 2006) è stato un politico italiano.

## Biografia
Nato in una famiglia povera e cresciuto dal padre nei valori dell'antifascismo, durante la seconda guerra mondiale fu membro del CLN della Carnia. Nel 1968 fece parte dell'assemblea del consorzio che portò alla formazione dell'Università degli studi di Udine.
Di professione notaio e membro del Partito Socialista Italiano di corrente demartiniana, fu deputato anche nella V legislatura eletto nel collegio di Udine e senatore della Repubblica nella VI, VII e VIII legislatura eletto nel collegio di Tolmezzo. In quegli anni fu anche membro di molteplici commissioni. 
Nel 1978 ottenne tre voti al 14º scrutinio dell'elezione che portò Sandro Pertini alla presidenza della repubblica.
Fece parte del IV e del V governo Rumor come sottosegretario del Ministero dell'Interno dal 7 luglio 1973 al 23 novembre 1974.
Bruno Lepre è stato un attivo sostenitore dell'autonomia della sua terra natale, la Carnia, auspicando la nascita di un'entità territoriale sul modello delle province autonome di Aosta e di Trento.